# Bifokalglas

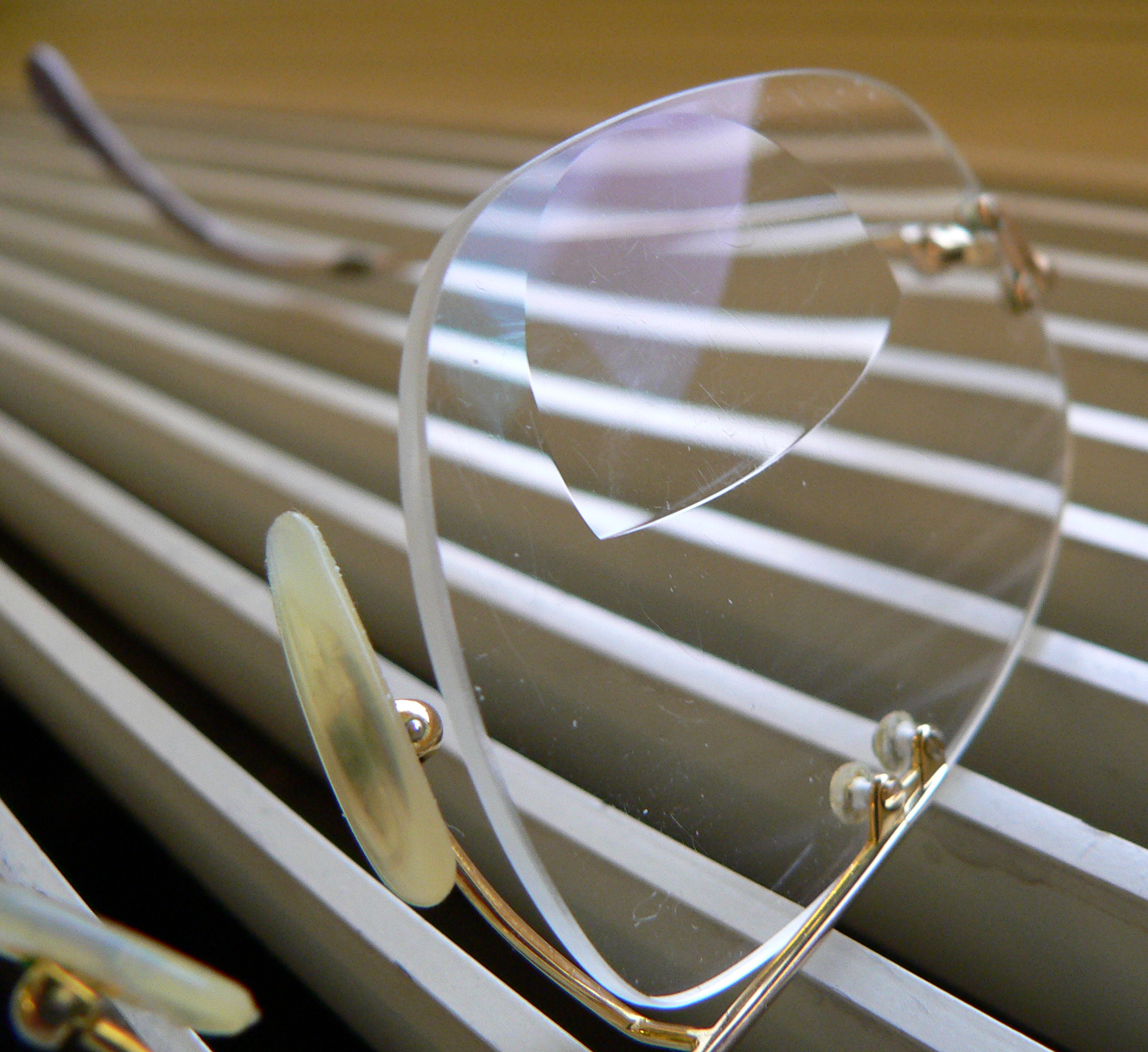
Bifokalglas

Ein Bifokalglas ist ein Brillenglas, das zwei (bi „zwei“; fokal, Fokus „Brennpunkt“) optische Wirkungen erzielt und demnach für zwei unterschiedliche Entfernungen nutzbar ist. Erkennbar sind solche Brillengläser an der Trennlinie zwischen den beiden Linsen. Eine Brille mit Bifokalgläsern nennt man dementsprechend Bifokalbrille.
Als Erfinder der Bifokalgläser gilt Benjamin Franklin. Ihm war es lästig, ständig seine Fernbrille gegen die Lesebrille auszutauschen. Um ca. 1770 kam er auf die Idee, pro Seite (R/L) zwei Brillenlinsen mit entsprechender optischer Wirkung zu montieren, das sogenannte Franklinglas. Heute werden Bifokalgläser mit zwei verschiedenen Glasarten hergestellt: In das Trägerglas, das in der Fernstärke gehalten ist, wird ein Glasteil mit einem höheren Brechungsindex eingeschmolzen. Das ermöglicht eine glatte Oberfläche ohne fühlbaren Übergang zwischen Fern- und Nahteil.
Bifokalgläser sind auch in Kunststoffmaterialien erhältlich. Die optisch unterschiedliche Wirkung von Fern- und Nahteil kann hierbei nicht durch verschiedene Materialien, sondern nur durch die Oberflächengestaltung erreicht werden. So entsteht eine hervorstehende, fühlbare Kante zwischen den beiden Stärkenteilen.
Bei höherem Unterschied zwischen Fern- und Nahwert kann zur Ergänzung der Sehbereiche auch eine dritte Stärke mit eingearbeitet werden. In diesem Fall wird das Nahsegment in zwei Bereiche unterteilt, es entsteht ein Trifokalglas.
Der Leseteil von Bifokalgläsern wird in verschiedenen Breiten gefertigt. Gebräuchliche Maße sind 25 mm, 28 mm und bis zu 40 mm für spezielle Anforderungen (je breiter und je spezieller, desto teurer). Durchgehende Unterteilung bietet ein Franklinglas oder „Executive“-Glas.
Eine Alternative zu Bifokalbrillen sind sogenannte Gleitsichtbrillen, die zunehmend Verbreitung finden.
Eine Bifokalbrille ist die Behandlung der Wahl beim Krankheitsbild des hypoakkommodativen Konvergenzexzesses und anderer, akkommodativ bedingter Schielerkrankungen mit großem konvergenten Nahwinkel.